# Edi Gathegi
Edi Mue Gathegi (10 de Março de 1979) é um ator norte-americano. Mais conhecido por seu papel como Dr. Jeffrey Cole na série de televisão House, M.D., como Cheese em 2007 no filme Gone Baby Gone e como Laurent em 2008 no filme Twilight o vampiro vilão mais civilizado. O salto para a fama de Edi foi quando fez Twilight em que interpretou um vampiro de nome Laurent um vampiro nômade.

## Filmografia
| Ano  | Título                                    | Papel                     | Notas                          |
| ---- | ----------------------------------------- | ------------------------- | ------------------------------ |
| 2006 | Crank                                     | Haitian Cabbie            |                                |
| 2007 | House                                     | Dr. Jeffrey Cole          | Série de TV                    |
| 2007 | Gone Baby Gone                            | Cheese                    |                                |
| 2007 | The Fifth Patient                         | Darudi                    |                                |
| 2007 | Death Sentence                            | Bodie                     |                                |
| 2007 | Lincoln Heights                           | Boa                       | Série de TV                    |
| 2008 | Twilight                                  | Laurent                   |                                |
| 2009 | My Bloody Valentine 3-D                   | Deputy Martin             |                                |
| 2009 | The Twilight Saga: New Moon               | Laurent                   |                                |
| 2011 | X-Men: First Class                        | Armando Muñoz / Darwin    |                                |
| 2011 | Atlas Shrugged                            | Eddie Willers             |                                |
| 2011 | Nikita                                    | Kalume Ungara             | Episódio: "Girl's Best Friend" |
| 2011 | The Twilight Saga: Breaking Dawn – Part 1 | Laurent                   | Apenas em flashback            |
| 2013 | Beauty and the Beast                      | Kyle / Agente da Muirfild |                                |
| 2015 | The Blacklist                             | Matias Solomon            | Temporada 3                    |
| 2016 | The Watcher                               | Noah                      |                                |
| 2021 | The Harder They Fall                      | Bill Pickett              | Original Netflix               |
| 2025 | Superman                                  | Senhor Incrível           |                                |